# Sunday Oliseh
Sunday Oliseh (Abavo, 14 september 1974) is een Nigeriaanse voetbaltrainer en voormalig voetballer, die gedurende zijn profcarrière voor diverse Europese clubs speelde.

## Carrière als speler

### Profclubs
Oliseh begon als profvoetballer in eigen land bij Julius Berger. In 1990 verhuisde hij naar België om voor Club Luik te spelen. In 1994 ging hij naar Reggiana en werd zo de eerste Nigeriaanse speler in de Italiaanse Serie A. Reggiana degradeerde echter aan het einde van het seizoen en Oliseh verliet de club. Na de volgende tien jaar voor verschillende topclubs in Duitsland, Nederland en Italië te hebben gespeeld, werd hij in 2005 door Racing Genk gecontracteerd voor twee seizoenen; maar op 23 januari 2006 maakte hij bekend dat hij, om persoonlijke redenen, met onmiddellijke ingang de club verliet en stopte met het profvoetbal. Hij had zestien wedstrijden voor Genk gespeeld. Sunday heeft ook nog twee broers die ook actief waren als voetballer: Azubuike Oliseh en Egutu Oliseh.

### Nigeriaanse elftal
Oliseh maakte deel uit van de Nigeriaanse selectie voor de Olympische Spelen van Atlanta in 1996 (waar Nigeria goud behaalde), de wereldkampioenschappen voetbal van 1994 en 1998 (waar hij in de wedstrijd Nigeria–Spanje het winnende doelpunt scoorde, waardoor Nigeria naar de tweede ronde ging) en voor de African Cup of Nations van 1994 (waar Nigeria won), 2000 en 2002. In 1995 werd met Nigeria tevens de Afro-Asian Cup of Nations (winnaar Aziatische Spelen 1994 tegen de winnaar van het Afrikaans kampioenschap voetbal 1994) in twee wedstrijden gewonnen van Kazachstan.

## Carrière als trainer
Vanaf de zomer van 2008 tot april 2009 was hij trainer van RCS Verviétois. In juli 2015 volgde hij Stephen Keshi op als bondscoach van Nigeria, maar na zeven maanden stapte hij zelf op. Op 27 december 2016 werd bekend dat Oliseh trainer werd van Fortuna Sittard. Sunday Oliseh deed het daar uitstekend en vestigde twee nieuwe clubrecords, acht thuisoverwinningen op rij en de grootste uitoverwinning in de clubhistorie, 0–6 bij Telstar. Op 14 februari 2018 werd hij ontslagen naar aanleiding van het herhaaldelijk verwijtbaar handelen gedurende langere periode door de trainer jegens meerdere personen in de organisatie. In een tweet beschuldigde de Nigeriaan de Limburgse club daarbij van "illegale activiteiten".

## Spelerscarrière
- 1989–1990:  Julius Berger
- 1990–1994:  Club Luik
- 1994–1995:  Reggiana
- 1995–1997:  1. FC Köln
- 1997–1999:  Ajax
- 1999–2000:  Juventus
- 2000–2004:  Borussia Dortmund
- 2003–2004: →  VfL Bochum
- 2005–2006:  KRC Genk

## Trainerscarrière
- 2008–2009:  RCS Verviétois
- 2015–2016:  Nigeria
- 2017–2018:  Fortuna Sittard

## Erelijst
| Competitie        |        |                  |      |      |
| Competitie        | Aantal | Jaren            |      |      |
| Ajax              | Ajax   | Ajax             | Ajax | Ajax |
| ----------------- | ------ | ---------------- | ---- | ---- |
| Eredivisie        | 1x     | 1997/98          |      |      |
| KNVB beker        | 2x     | 1997/98, 1998/99 |      |      |
| Borussia Dortmund |        |                  |      |      |
| Bundesliga        | 1x     | 2001/02          |      |      |

| Competitie                | Winnaar | Winnaar | Runner-up | Runner-up | Derde   | Derde   |
| Competitie                | Aantal  | Jaren   | Aantal    | Jaren     | Aantal  | Jaren   |
| Nigeria                   | Nigeria | Nigeria | Nigeria   | Nigeria   | Nigeria | Nigeria |
| ------------------------- | ------- | ------- | --------- | --------- | ------- | ------- |
| CAF Africa Cup of Nations | 1x      | 1994    |           |           |         |         |
| Afro-Asian Cup of Nations | 1x      | 1995    |           |           |         |         |
| Nigeria onder 23          |         |         |           |           |         |         |
| Olympische Zomerspelen    | 1x      | 1996    |           |           |         |         |